# وایدنباخ (راین-لان)
وایدنباخ (به آلمانی: Weidenbach) یک شهر در آلمان است که در Verbandsgemeinde Nastätten واقع شده‌است.